# Roman (priimek)
Roman je priimek v Sloveniji in tujini. Po podatkih Statističnega urada Republike Slovenije je na dan 1. januarja 2011 v Slovenjiji uporabljalo ta priimek 11 oseb.  

## Znani slovenski nosilci priimka
- Sonja Roman (*1979), atletinja

## Znani tuji nosilci priimka
- Albert Roman (*1944), švicarski čelist
- Brian P. Roman, ameriški astronom
- Johan Helmich Roman (1694—1758), švedski skladatelj
- Petre Roman (*1946), romunski politik, nekdanji premier
- Ruth Roman (1922—1999), ameriška igralka